# Cyrtodactylus agamensis
Cyrtodactylus agamensis es una especie de gecos de la familia Gekkonidae.

## Distribución geográfica
Es endémica del oeste-centro de Sumatra (Indonesia).